# حادثة إطلاق الحوثيين صاروخ باليستي باتجاه مكة المكرمة 2016
حادثة إطلاق صاروخ بالستي إلى السعودية في 28 أكتوبر 2016 هي حادثة إطلاق صاروخ بالستي إلى السعودية من الأراضي اليمنية، وذلك في يوم الجمعة 27 محرم 1438هـ الموافق لـ 28 أكتوبر 2016م، اتّهمت السعودية الحوثيين بإطلاق الصاروخ إلى منطقة مكة المكرمة، وصرح المتحدث باسم التحالف العربي أن قوات الدفاع الجوي السعودية قد اعترضت الصاروخ البالستي من طراز سكود الذي أطلقه الحوثيين على بعد 65 كيلومتراً من مكة المكرمة. بينما نفى قيادات الحوثيين ذلك وقالوا أنهم أطلقوه نحو مطار جدة، وقالوا بأن المملكة تهدف من خلال تلك الادعاءات إلى “استمالة تعاطف البسطاء من المسلمين، والمجتمع الدولي”. وذلك على خلفية الحرب بين السعودية والحوثيين في اليمن.

## تفاصيل الحادثة
اتهمت السعودية الحوثيين بإطلاق صاروخ باليسيتي تجاه مدينة مكة المكرمة وقال التحالف العسكري الذي تقوده السعودية في اليمن إن الصاروخ أطلق من محافظة صعدة اليمنية الحدودية وإن وسائل الدفاع الجوي تمكنت من اعتراضه وتدميره على بعد 65 كيلومترا من المدينة.
من جهةٍ أُخرى نفى الحوثيين هذا الأمر وأعلنوا أنهم أطلقوا صاروخا على السعودية لكنهم قالوا إنه استهدف مطار الملك عبد العزيز الدولي في جدة وليس مكة المكرمة. أضاف قيادي حوثي «نحن لا نستهدف المدنيين السعوديين، وبالتالي لا يمكن أن نستهدف الأماكن المقدسة»، مؤكدا أنهم يستهدفون فقط المواقع العسكرية في عمق الأراضي السعودية، «في إطار الدفاع عن النفس ومواجهة العدوان».

## قدرات الصاروخ الذي أطلقه الحوثيون
في يوم السبت 29 أكتوبر 2016 كشف الخبير العسكري المصري، هشام الحلبي قدرات الصاروخ وقال إن الصاروخ من طراز «سكود» باليستي أرض أرض وأن مدى الصاروخ يبلغ أكثر من 300 كيلومتر، ويستهدف منشآت على الأرض هذه الصواريخ تقع بحوزة الأولوية العسكرية التابعة للمخلوع صالح ومنها أنواع متعددة a ،b ،c،d فالصاروخ الأول وهو "a" أطلق في الخمسينيات ومداه يصل لأكثر من 180 كيلومتراً، والصاروخ "b" أطلق في بداية الستينيات ومداه 220 كيلومتراً، والصاروخ "c" أطلق في نهاية الستينيات ومداه 280 كيلومتراً، والصاروخ "d" أطلق في الثمانينيات ومداه يبلغ أكثر من 300 كيلومتر وتتفاوت هذه الصواريخ في الدقة والسرعة والمدى.

## ردود الفعل بعد الحادثة

### دول
- السعودية: أدان عادل الجبير وزير خارجية المملكة العربية السعودية، قيام ميلشيا الحوثي بإطلاق صاروخ «باليستي»، مساء أمس، من محافظة صعدة بإتجاه منطقة مكة المكرمة.[9]
- الكويت: أعربت دولة الكويت عن إدانتها واستنكارها الشديدين لإطلاق المليشيات الحوثية صاروخا باليستيا بإتجاه منطقة مكة المكرمة.[10]
- البحرين: نددت مملكة البحرين بشدة، الجمعة، بقيام «الميلشيات الإنقلابية في اليمن» بإطلاق صاروخ باليستي بإتجاه مدينة مكة المكرمة.[11]
- قطر: أعربت دولة قطر عن إدانتها واستنكارها الشديدين لإستهداف الميلشيات الحوثية منطقة مكة المكرمة بصاروخ باليستي.[12]
- الإمارات العربية المتحدة: أدانت دولة الإمارات العربية المتحدة بأشد العبارات محاولة استهداف الميليشيات الحوثية الانقلابية منطقة مكة المكرمة بصاروخ باليستي.[13]
- مصر: أعربت جمهورية مصر العربية في بيان صادر عن وزارة الخارجية، عن إدانتها الشديدة لقيام ميليشيا الحوثيين بإطلاق صاروخ باليستي تجاه مكة المكرمة، كما طلبت الحكومة الإذن لإرسال معدات عسكرية لحدود مكة وجدة.[14]
- الأردن: نددت المملكة الأردنية الهاشمية بأشد العبارات إطلاق المليشيات الحوثية الإنقلابية في اليمن صاروخاً باليستياً تجاه منطقة مكة المكرمة.[15]
- فلسطين: قال أمين عام الرئاسة الفلسطينية الطيب عبد الرحيم إن ما أقدمت عليه ميليشيات الحوثي بمحاولة قصف مكة المكرمة هو عمل مشين وجبان وخارج عن كل خلق إسلامي.[16]
- لبنان: دان مفتي الجمهورية اللبنانية السابق محمد رشيد قباني إطلاق المليشيات الحوثية صاروخاً باليستياً باتجاه منطقة مكة المكرمة.[17]
- المغرب: أدانت المملكة المغربية بشدة إقدام ميليشيات الحوثي على إطلاق صاروخ باليستي تجاه منطقة مكة المكرمة.[18]
- السودان: أعربت السودان عن إدانتها واستنكارها الشديدين لاستهداف مليشيات الحوثي لمنطقة مكة المكرمة بصاروخ باليستي.[19]
- تونس: أدانت تونس بشدة الاستهداف الصاروخي السافر على منطقة مكة المكرمة.[20]
- موريتانيا: أعربت موريتانيا عن إدانتها واستنكارها الشديدين للعمل الإرهابي الجبان لاستهداف منطقة مكة المكرمة بصاروخ بالستي من قبل الميليشيات الحوثية.[21]
- العراق: أدان تحالف القوى العراقية بشدة محاولة المتمردين الحوثيين استهداف منطقة مكة المكرمة بصاروخ باليستي.[22]
- تركيا: أدانت وزارة الخارجية التركية بشدّة، إطلاق الميلشيات الحوثية في اليمن صاروخًا باليستيًا باتجاه مكة المكرمة التي تُعدّ أكثر الأماكن المقدسة بالنسبة للمسلمين.[23]
- باكستان: دانت باكستان بشدة إطلاق الميليشيات الحوثية صاروخًا بالستيًا باتجاه منطقة مكة المكرمة، وعدته تطورًا مثيرًا للقلق.[24]
- إيران: أدانت منظمة نشطاء السُنة في إيران اليوم إطلاق ميليشيا الحوثي صاروخًا باتجاه مكة المكرمة.[25]
- الصومال: أدانت الحكومة الصومالية الفيدرالية إستهداف المتمردين الحوثيين في اليمن مدينة مكة المكرمة.[26]
- فرنسا: أدانت الجمهورية الفرنسية، حادثة إطلاق المليشيات الحوثية صاروخا باليستيًا باتجاه منطقة مكة المكرمة.[27]
- ألمانيا: أدانت الحكومة الألمانية إطلاق المتمردين الحوثيين باليمن صاروخاً باليستياً على منطقة مكة المكرمة.[28]
- الولايات المتحدة: أدانت مندوبة الولايات المتحدة الأمريكية في مجلس الأمن الدولي سامانثا باور، استهداف ميلشيات الحوثي لمنطقة مكة المكرمة بصواريخ باليستية.[29]

### منظمات
- مجلس التعاون الخليجي: أعرب الأمين العام لمجلس التعاون لدول الخليج العربي الدكتور عبداللطيف بن راشد الزياني، عن إدانة المجلس واستنكاره الشديدين لاستهداف جماعة (الحوثي- صالح) مكة المكرمة بصاروخ باليستي.[30]
- أنصار الله نفى محمد البخيتي عضو المكتب السياسي لجماعة «أنصار الله» الحوثية إطلاق الصاروخ نحو مكة المكرمة. وقال البخيتي: «نحن لا نستهدف المدنيين السعوديين، وبالتالي لا يمكن أن نستهدف الأماكن المقدسة»، مؤكدا أنهم يستهدفون فقط المواقع العسكرية في عمق الأراضي السعودية، «في إطار الدفاع عن النفس ومواجهة العدوان». وأشار عضو المكتب السياسي للجماعة إلى أن الهدف من تلك الادعاءات، التي وصفها «بالكاذبة»، هو «استمالة تعاطف البسطاء من المسلمين، والمجتمع الدولي»، مضيفا أنه «بعد أن كشفت جرائم التحالف العربي بحق اليمنيين، أدى ذلك إلى تعاطف عالمي نحو اليمن، لذا فإن التحالف وعلى رأسه السعودية يستخدم مثل هذه الادعاءات للفت الانتباه نحوه».[5][6]
- الإيسيسكو: أنت المنظمة الإسلامية للتربية والعلوم والثقافة (الإيسيسكو) بشدة استهداف مكة المكرمة بصاروخ باليستي، أطلقه الحوثيون من منطقة صعدة في اليمن.[31]
- المؤتمر الإسلامي الأوروبي: أدان المؤتمر الإسلامي الأوروبي، إطلاق المليشيات الحوثية صاروخًا بالستيًّا تجاه مكة المكرمة، مؤكدًا أنه عمل إرهابي مخطط له سلفًا لتحقيق المشروع الصفوي بالمنطقة يبدأ بتدمير الحرمين الشريفين.[32]
- المنتدى العالمي للوسطية: دان المنتدى العالمي للوسطية العمل الجبان الذي قامت به فئة ضالة من جماعة الحوثيين الإرهابية الخارجة عن الإسلام والذي استهدف مدينة مكة المكرمة.[33]
- الجامعة العربية: أدان أمين عام جامعة الدول العربية أحمد أبو الغيط، إطلاق الميليشيات الحوثية الانقلابية صاروخ باليستي تجاه مكة المكرمة.[34]